# 87. pehotna divizija (ZDA)
87. pehotna divizija (izvirno angleško 87th Infantry Division) je bila pehotna divizija Kopenske vojske ZDA.